# Colegio de Artes y Ciencia de la Universidad de Nueva York
El Colegio de Artes y Ciencia de la Universidad de Nueva York (en inglés: New York University College of Arts & Science), es una facultad universitaria de la Universidad de Nueva York que se dedica a la enseñanza en programas de pregrado en artes liberales. Esta facultad opera la estación de radio WNYU-FM 89.1, que transmite a toda el área metropolitana de Nueva York. La facultad dirige varios clubes de periodismo estudiantil con el Instituto de periodismo Arthur L. Carter, incluyendo los periódicos Washington Square News, Washington Square Local, NYU Local y los periódicos literarios Washington Square Review y The Minetta Review. La facultad está asociada (pero no afiliada oficialmente) con la revista cómica del campus The Plague; que inició su trayectoria en 1978. La facultad patrocina algunas tradiciones para estudiantes como el Apple Fest, el Violet Ball, el Strawberry Festival y el desayuno semestral de medianoche, donde los administradores de asuntos estudiantiles sirven desayuno gratis a los estudiantes antes de los exámenes finales. 
Esta facultad también cuenta con un historial de sociedades secretas, en 1832 se formaron la Sociedad Filomática y la Sociedad Eucleana; de la cual Edgar Allan Poe fue un invitado ocasional. Cuando se disolvió la Sociedad Filomática, sus miembros restantes formaron el Club Andiron en 1904. El Club más selecto y famoso de este campus es La Sociedad del Dragón Rojo, fundado en 1898 y activo al día de hoy.

## Sociedades
La Sociedad Filomática (en inglés: Philomathean Society) de la Universidad de Nueva York era una sociedad literaria estudiantil fundada en la Universidad de Nueva York por los estudiantes en 1832. La Sociedad compartió su nombre con otras sociedades universitarias, incluida la Sociedad Filomática de la Universidad de Pensilvania. La Sociedad tenía como rival a la Sociedad Eucleana. Si bien ambas sociedades prohibieron la membresía en su sociedad rival, los primeros registros muestran que los primeros miembros a veces fueron expulsados o renunciaron para unirse a la sociedad rival.
La Sociedad Filomática recopiló su propia biblioteca y aumentó el plan de estudios para una mayor instrucción de los estudiantes. La Universidad le dio a la Sociedad sus propias habitaciones en el edificio principal de la Universidad. Edgar Allan Poe era un invitado habitual de la Sociedad Filomática y la Sociedad Euclidiana, y vivía en la Plaza. La sociedad se disolvió en 1888.
La Sociedad Eucleana (en inglés: Eucleian Society), fue una sociedad literaria estudiantil fundada en la Universidad de Nueva York en 1832. Originalmente tomó el nombre de Sociedad Adelfica. Después de un debate, se eligió el nombre Eucleiano en honor a Euclea, la diosa del honor, el prestigio y la buena reputación. La sociedad se dedicaba a promover las artes literarias y sus miembros mantuvieron debates de una hora, precedidos por lecturas de ensayos, discursos y poemas; publicando algunos de ellos en reuniones anuales o de aniversario. En el siglo XX, los euclidianos publicaron tres revistas literarias: The Knickerbocker, The Medley y The Geyser. Según los registros esta sociedad dejó de existir alrededor de la década de 1940.